# نورث كارولاينا كوريج
نورث كارولاينا كوريج هو نادي كرة قدم أمريكي نسائي، يقع في كاري (كارولاينا الشمالية). تجسيد النادي السابق(ويسترن نيويورك فلاش)، كان عضوا مؤسسا في الدوري الوطني النسائي. تم نقل النادي إلى ولاية كارولاينا الشمالية في 2017 ، ويعتبر النادي تابعا لفريق الرجال نورث كارولاينا إف سي الذي يلعب في دوري الدرجة الثانية. فاز النادي بدرع الدوري في موسم 2017 الذي يعتبر موسمه الأول في شكله الجديد ، ووصل إلى نهائي الكأس ضد بورتلاند ثورنز لكنه خسر البطولة. وفي 2018، أصبح أول فريق في تاريخ الدوري الأمريكي يفوز بالثنائية، درع الدوري وكأس البطولة.

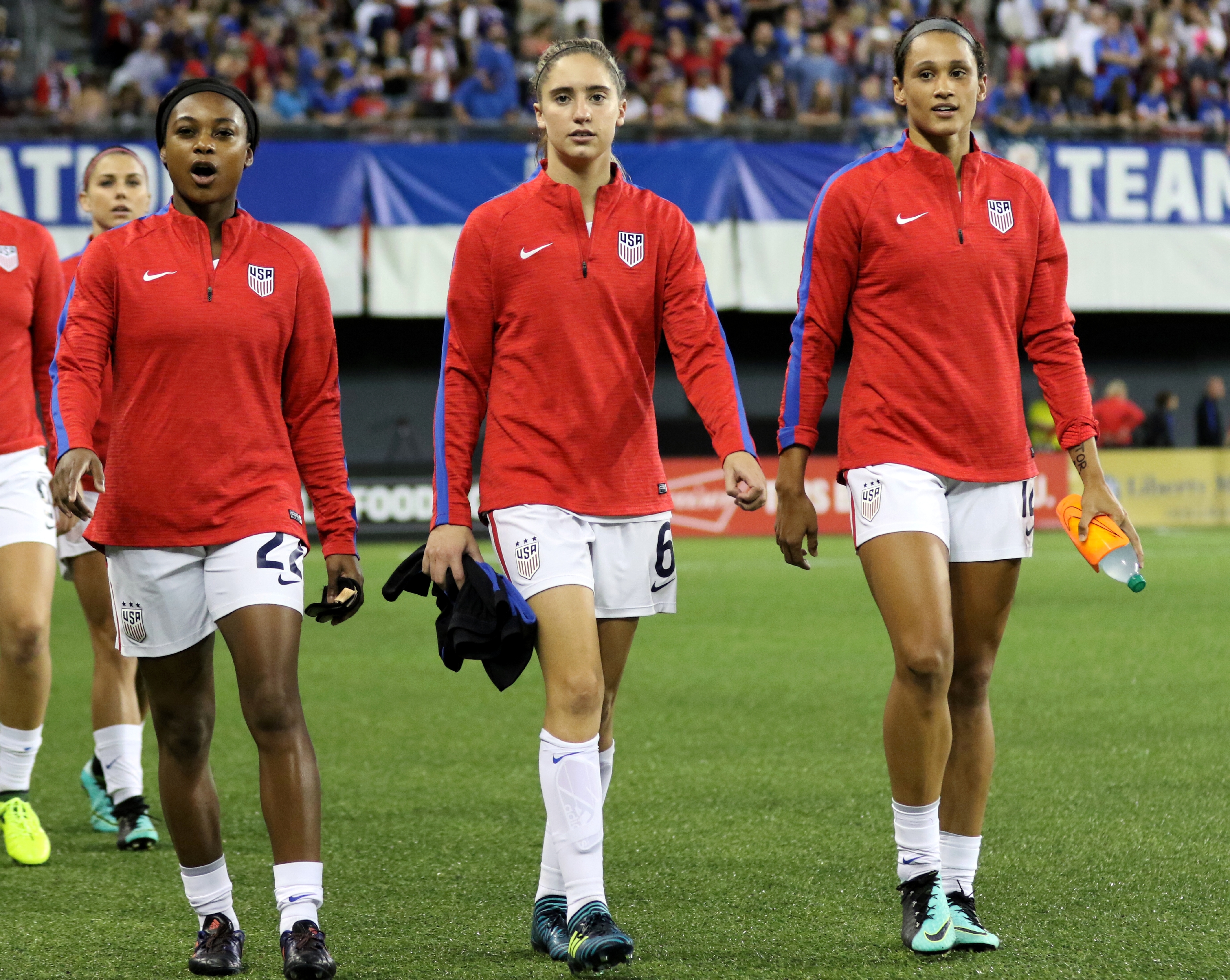
لين ويليامز في أقصى اليمين وتايلر سميث في يسار الصورة مع المنتخب الأمريكي

.

## التشكيلة
آخر تحديث 21 مارس 2018.
| الرقم. | المركز | اللاعبة           | الجنسية          |
| ------ | ------ | ----------------- | ---------------- |
| 0      | حارس   | كاتلين رولاند     | الولايات المتحدة |
| 1      | حارس   | سابرينا دي أنجيلو | كندا             |
| 2      | مدافع  | أليشا تشابمن      | كندا             |
| 3      | وسط    | ماكنزي دونياك     | الولايات المتحدة |
| 4      | وسط    | إليزابيث إدي      | الولايات المتحدة |
| 5      | وسط    | سامانثا ميوس      | الولايات المتحدة |
| 6      | مدافع  | ابي ايرسيغ        | نيوزيلندا        |
| 7      | وسط    | مكال زيربوني      | الولايات المتحدة |
| 8      | وسط    | دينيس أوسليفان    | أيرلندا          |
| 9      | مهاجم  | لين وليامز        | الولايات المتحدة |
| 10     | وسط    | ديبينيا           | البرازيل         |
| 11     | مدافع  | مريت ماثياس       | الولايات المتحدة |
| 12     | مهاجم  | فرانس كراوس       | الولايات المتحدة |
| 13     | مدافع  | آبي دالكمبر       | الولايات المتحدة |
| 14     | مهاجم  | جيسيكا ماكدونالد  | الولايات المتحدة |
| 15     | مدافع  | جيلين هينكل       | الولايات المتحدة |
| 16     | مهاجم  | داريان جنكينز     | الولايات المتحدة |
|        | وسط    | هيذر أورايلي      | الولايات المتحدة |
| 19     | مهاجم  | كريستال دان       | الولايات المتحدة |
| 20     | مدافع  | يوري كاوامورا     | اليابان          |
| 22     | مهاجم  | جولي كينج         | الولايات المتحدة |
| 23     | مدافع  | كريستين هاميلتون  | الولايات المتحدة |
| 25     | وسط    | ميريديث سبيك      | الولايات المتحدة |